# San Jacinto (California)
San Jacinto es una ciudad ubicada en el condado de Riverside en el estado estadounidense de California, fundada en 1870. En el año 2007 tenía una población de 34,345 habitantes y una densidad poblacional de 363 personas por km².

## Geografía
San Jacinto se encuentra ubicada en las coordenadas 33°47′14″N 116°58′0″O / 33.78722, -116.96667. Según la Oficina del Censo, la ciudad tiene un área total de 65,5 km² (25,3 mi²), de la cual 64,5 km² (24,9 mi²) es tierra y 1 km² (0,4 mi²) (1.50%) es agua.

## Demografía
Según la Oficina del Censo en 2000 los ingresos medios por hogar en la localidad eran de $35,306, y los ingresos medios por familia eran $34,717. Los hombres tenían unos ingresos medios de $31,764 frente a los $25,392 para las mujeres. La renta per cápita para la localidad era de $13,265. Alrededor del 20.3% de la población estaban por debajo del umbral de pobreza.